# Prsten (matematika)
Prsten (dulji naziv: prsten s jedinicom) je bilo koji neprazan skup R zajedno s dvjema (svuda definiranim) binarnim operacijama koje možemo radi potrebe definicije označiti s + (zbrajanje elemenata prstena) i · (množenje elemenata prstena) tako da vrijedi: 
1) (R, +) je abelova grupa, tj. vrijedi:
- asocijativnost zbrajanja:

(a + b) + c = a + (b + c) za sve a, b, c ∈ R
- postoji neutralni element za zbrajanje

(∃ 0)(0 ∈ R) takav da je a + 0 = 0 + a = a za sve a ∈ R
- ∀ a∈R ∃ suprotni element -a∈R takav da

a + (-a) = (-a) + a = 0
- komutativnost zbrajanja

a + b = b + a  za sve a, b ∈ R
2) (R, ·) je polugrupa, tj. množenje na R je asocijativno 
(ab)c = a(bc)  za sve a, b, c ∈ R
3) operacija množenja je distributivna u odnosu na zbrajanje:
∀ a, b, c ∈ R vrijedi :
a(b + c)= ab + ac i (a + b)c = ac + bc
Ponekad se u definiciji ne traži postojanje neutralnog elementa za množenje (jedinice). Većina matematičara, međutim, tada rabi dulji naziv prsten bez jedinice (engl. nonunital ring). Autori koji pod nazivom prsten ne podrazumijevaju postojanje jedinice ili žele naglasiti postojanje jedinice će za prsten u smislu ovog članka reći detaljnije prsten s jedinicom ili unitalni prsten. 
Naziv prsten stvoren je po uzoru na Hilbertov naziv Zahlring (na njemačkom) pod kojim je promatrao prstenove brojeva. 
Za prsten kažemo da je komutativan ako je množenje komutativna operacija. 

## Primjeri
- Trivijalni prsten {0} ima samo jedan element koji je neutralni element i za zbrajanje i za množenje
- Prsten cijelih brojeva s operacijama zbrajanja i množenja je komutativan prsten
  - Racionalni, realni i kompleksni brojevi tvore prstene (štoviše, oni su i polja).
- Gaussovi cijeli brojevi tvore prsten.
- Prsten polinoma R[X] s koeficijentima iz prstena R je također prsten.
- Primjer nekomutativnog prstena: Za bilo koji prsten R i proizvoljan prirodan broj n, skup svih kvadratnih n×n matrica s koeficijentima iz R, tvori prsten s operacijama zbrajanja i množenja matrica kao pripadnim operacijama. Za n = 1, ovaj prsten matrica je (izomorfan s) R. Za n ≥ 2, ovaj prsten matrica je primjer nekomutativnog prstena (osim ako je R trivijalan prsten).
- Primjer konačnog prstena: Ako je n pozitivan cijeli broj, onda skup {\displaystyle \mathbb {Z} _{n}=\mathbb {Z} /n\mathbb {Z} } cijelih brojeva modulo n (koji je kao aditivna grupa ciklička grupa reda n) tvori prsten s n elemenata.
- Ako je A Abelova grupa (s operacijom koju ćemo zvati zbrajanje) tada skup svih endomorfizama te grupe čini prsten (često nekomutativni): zbrajanje dolazi od zbrajanja vrijednosti u kodomeni, a množenje je kompozicija. Taj prsten zovemo prsten endomorfizama Abelove grupe A.

## Osnovni teoremi
Iz aksioma se izravno može zaključiti da ako je {\displaystyle R} prsten, {\displaystyle \forall a,b\in R} imamo:
- {\displaystyle 0\cdot a=a\cdot 0=0}
- {\displaystyle (-1)\cdot a=-a}
- {\displaystyle (-a)\cdot b=a\cdot (-b)}
- {\displaystyle (a\cdot b)^{-1}=b^{-1}\cdot a^{-1}}, pod uvjetom da su i a i b invertibilni.

### Ostali osnovni teoremi
- Neutralni element 1 je jedinstven
- Ako element prstena ima inverz za množenje, onda je taj inverz jedinstven.
- Ako prsten ima barem dva elementa, onda je 0 ≠ 1